# Лесничий
Лесни́чий — профессия, специалист по лесному хозяйству, руководитель лесничества или участкового лесничества.
Лесничий может руководить как всем лесничеством (основной территориальной единицей управления лесами в России), имея при этом должность директор-лесничий, так и участковым лесничеством (лесничий, старший участковый лесничий). В подчинении лесничего находятся помощник и государственный инспектор (один или несколько) по охране леса. На должность лесничего назначаются лица, имеющие высшее и среднее техническое лесное образование, имеющие опыт работы в лесном хозяйстве.
Поскольку лесничества образуются не только в сфере лесного хозяйства, но и в особо охраняемых природных территориях, лесничие также входят в число сотрудников национальных парков и заповедников, подчиняясь директору учреждения.
До вступления в 2007 году в силу современного Лесного кодекса лесничий подчинялся директору и главному лесничему лесхоза, леспромхоза или другого предприятия лесного хозяйства, непосредственно руководил всеми работами в лесничестве, отвечал за состояние и охрану лесов. Лесничему присваивается II или I разряд.
В Российской империи существовала должность «форстмейстер» (от нем. Forst «лес», и Meister «начальник») — лесничий, смотритель за лесами.

## История
В 1722 году указом Петра I в Российской империи была введена лесная стража, выполнявшая в казённых и корабельных лесах функции, аналогичные функциям современных лесников. Её состав был, в основном, сформирован из «служилых людей» упразднённой засечной стражи, в обязанности которых входила и охрана засечных лесов, ставших позже заповедными.
Для руководства лесной стражей были организованы должности вальдмейстера (лесничего) и унтер-вальдмейстера (подлесничего).
В конце XVIII века в губернских лесных управлениях существовали должности обер-форстмейстеров, форстмейстеров, форстмейстерских учеников, форстеров и унтер-форстеров. В 1826 году, в царствование Николая I, вышло положение «О новом устройстве лесной части», согласно которому эти должности были переименованы, соответственно, в губернских лесничих, учёных и окружных лесничих, помощников окружных лесничих, младших лесничих и подлесничих. В 1831 году в помощь лесничему для несения охраны лесов стали определять рекрутов и солдат нестроевой службы
В 1839 году был создан Корпус Лесничих — лесное ведомство военного образца, объединившее все чины губернских лесных управлений и лесную стражу. Состоял в двойном подчинении, в военном отношении считаясь армейской структурой, в гражданской части входя в состав Лесного департамента.
2 августа 1867 года был издан проект временных правил о преобразовании из военного в гражданское устройство Корпусов: Путей сообщения, Лесного и Межевого. Согласно положениям проекта военные чины корпуса в период 1867—1869 гг. получили гражданские чины, по нормам действовавшей Табели о рангах.
В 1888 году было введено лесоохранное законодательство, за исполнение которого с 1913 года отвечали уездные лесничие.
В 1923 году был принят Лесной кодекс РСФСР, образован государственный лесной фонд и введена современная должность лесничего.
В 2007 году вступил в силу новый лесной кодекс, который хоть и немного изменил понятие лесничий, на лесничих по-прежнему возложен государственный лесной контроль и надзор.

## Полномочия и обязанности лесничего
Лесничий является служащим Рослесхоз или муниципального лесничества. Возглавляет и обеспечивает охрану лесов от пожаров и охрану от лесных
нарушений, планирует мероприятия по защите леса от вредителей и болезней, руководит тушением лесных пожаров, проводит разъяснительные мероприятия по охране лесов среди местных жителей, осуществляет руководство работой школьными лесничествами.
В соответствии с должностными инструкциями, лесничий производит контроль за рубками и лесовосстановительными работами, контролирует другие работы по использованию лесов, проводит ревизию обходов и мастерских участков лесничества.
Также лесничий обеспечивает обучение и повышение квалификации находящихся в его подчинении помощника, техников-лесоводов, лесников.
По поручению руководства лесничий может выступать в качестве представителя в административных и судебных органах при рассмотрении дел о лесонарушениях и лесных пожарах.
Согласно действующего законодательства, лесничий имеет право:
1. предотвращать нарушения лесного законодательства, в том числе совершаемые лицами, не осуществляющими использования лесов;
2. осуществлять патрулирование лесов в соответствии с нормативами, установленными уполномоченным федеральным органом исполнительной власти;
3. проверять у граждан документы, подтверждающие право осуществлять использование, охрану, защиту, воспроизводство лесов и лесоразведение;
4. пресекать нарушения лесного законодательства, в том числе приостанавливать рубки лесных насаждений, осуществляемые лицами, не имеющими предусмотренных Лесным кодексом документов;
5. ограничивать и предотвращать доступ граждан, въезд транспортных средств на лесные участки в период действия ограничения или запрета на пребывание в лесах;
6. осуществлять проверки соблюдения лесного законодательства;
7. составлять по результатам проверок соблюдения лесного законодательства акты и предоставлять их для ознакомления гражданам, юридическим лицам и индивидуальным предпринимателям, осуществляющим использование, охрану, защиту, воспроизводство лесов и лесоразведение;
8. давать обязательные для исполнения предписания об устранении выявленных в результате проверок соблюдения лесного законодательства нарушений и осуществлять контроль за исполнением указанных предписаний в установленные сроки;
9. осуществлять в установленном порядке досмотр транспортных средств и при необходимости их задержание;
10. уведомлять в письменной форме граждан, юридических лиц и индивидуальных предпринимателей, осуществляющих использование, охрану, защиту, воспроизводство лесов и лесоразведение, о результатах проверок соблюдения лесного законодательства и о выявленных нарушениях;
11. предъявлять гражданам, юридическим лицам и индивидуальным предпринимателям, осуществляющим использование, охрану, защиту, воспроизводство лесов и лесоразведение, требования об устранении выявленных в результате проверок соблюдения лесного законодательства нарушений;
12. предъявлять иски в суд, арбитражный суд в пределах своей компетенции;
13. осуществлять в пределах своей компетенции производство по делам об административных правонарушениях;
14. привлекать в установленном законодательством Российской Федерации порядке экспертов и экспертные организации к проведению мероприятий по контролю при проведении проверок юридических лиц, индивидуальных предпринимателей, а также к проведению мероприятий по контролю в лесах;Старший участковый лесничий (Московская область) в летней повседневной форме с петличными знаками различия.Руководитель (лесничий) лесничества в парадной форме с петличными и нарукавными знаками различия. На фото: Герой Труда Российской Федерации лесничий (руководитель) государственного казённого учреждения Республики Саха (Якутия) «Хангаласское лесничество» Варвара Устинова

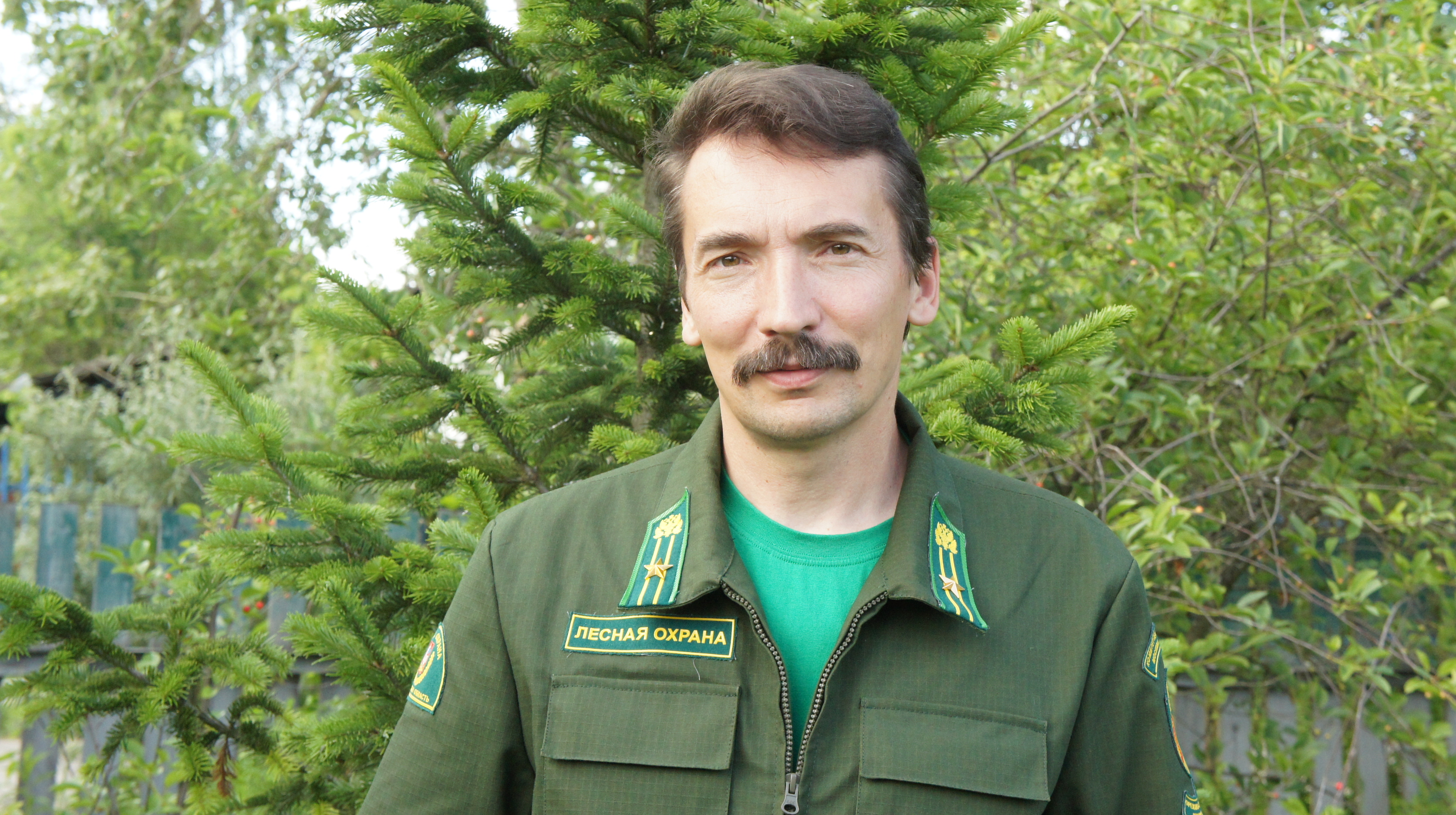
Старший участковый лесничий (Московская область) в летней повседневной форме с петличными знаками различия.

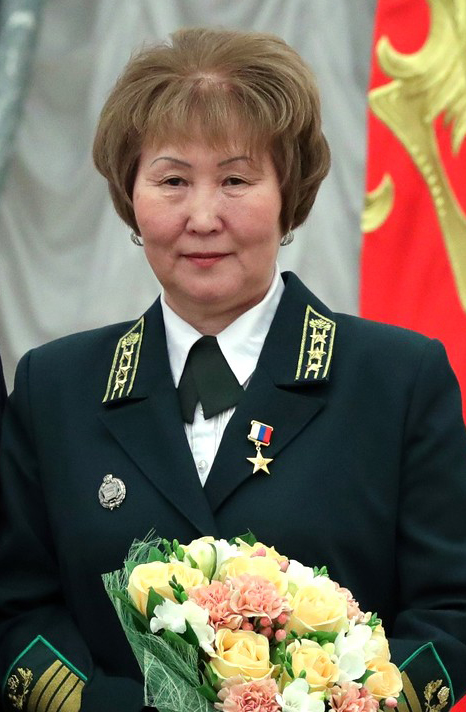
Руководитель (лесничий) лесничества в парадной форме с петличными и нарукавными знаками различия. На фото: Герой Труда Российской Федерации лесничий (руководитель) государственного казённого учреждения Республики Саха (Якутия) «Хангаласское лесничество» Варвара Устинова

15. задерживать в лесах граждан, нарушивших требования лесного законодательства, и доставлять указанных нарушителей в правоохранительные органы;
16. изымать у граждан, нарушающих требования лесного законодательства, орудия совершения правонарушений, транспортные средства и соответствующие документы;
17. осуществлять иные предусмотренные федеральными законами права.

На основании Положения о классности лесничим и помощникам лесничих Рослесхоз от 25 июня 1993 года N 173 лесничим присваиваются классные чины: «Лесничий I класса», «Лесничий II класса».
Лесничие на основании статьи 96 Лесного кодекса имеют право на ношение, хранение и применение специальных средств, служебного оружия, а также разрешенного в качестве служебного оружия гражданского оружия самообороны и охотничьего огнестрельного оружия.
Лесничие используют при исполнении своих служебных обязанностей удостоверение и форму установленного образца.

## Известные лесничие
- Алексеев, Евгений Венедиктович (1869—1930) — работал лесничим в Костромской, Нижегородской и Киевской губерниях, Беловежской пуще.
- Антипов, Пётр Григорьевич (1920—1993) — Герой Социалистического Труда, лесничий Волховстроевского лесничества.
- Анучин, Николай Павлович (1903—1984) — академик ВАСХНИЛ, в 1925—1929 годах работал лесничим в Ленинградской области.
- Батманов, Зейнудин Лукманович (1967—2015) — инспектор по контролю за лесом Касумкентского лесничества Дагестана, Герой Российской Федерации (2018). Ценой собственной жизни спас молодую семью с четырёхмесячной дочерью и предотвратил нападение на полицейский наряд.
- Проворов, Михаил Васильевич (1917—1965) — директор Тосненского лесхоза, создатель уникальных лесных культур, названных впоследствии его именем.
- Тюрмер, Карл Францевич (1824—1900) — знаменитый лесничий, основная часть жизни которого прошла в России, создатель искусственных лесов.
- Устинова, Варвара Михайловна (1959) — руководитель государственного казённого предприятия Республики Якутия «Хангаласское лесничество», Покровск. Первая среди лесничих удостоена звания Герой Труда Российской Федерации (2017).
- Болатов Аслан Хусеевич (1951) - потомственный лесничий. Первый заместитель начальника управления лесного хозяйства Карачаево-Черкесской Республики[7], действительный государственный советник КЧР 3 класса. Заслуженный Лесовод РФ (1998)[8][9], Заслуженный работник государственной службы Карачаево-Черкесской Республики (2011).

## Память
В разных регионах установлены памятники лесничим. Большинство из них являются собирательными образами, однако имеют и реальные прототипы.
- 23 июля 1966 года участниками первого Всероссийского совещания лесничих была высажена аллея из 73 лиственниц в лесопарке Свердловска, получившем позже название «Парк имени лесоводов России». Главная достопримечательность парка — впечатляющий комплекс деревянных скульптур, аллегорически раскрывающих древнюю историю Рифейских гор. Деревянные фигуры созданы в 1974-78 годах скульпторами А. Гавриловым и В. Черновым[10].
- Первый в России памятник «Лесничему-хранителю леса» открыт в 2012 году в поселке Моклок на территории Сомовского лесничества Воронежской области[11].
- Памятник лесоводам в Ивано-Казанском сельском поселении Республики Башкортостан. Установлен в 2015 году в парке им. П. Якутчика[12].
- Памятник лесничему в Белгороде. Открыт 13 сентября 2016 года в преддверии Дня работников леса. По словам автора композиции, скульптора Анатолия Шишкова, это не собирательный, а конкретный образ. Был такой человек Георгий Бибиков, который проработал больше 30 лет в лесном хозяйстве.[13]
- Памятник лесничему в Минске. Открыт 15 сентября 2015 года у здания Белорусского государственного технологического университета[14]